# Catarina de Poděbrady
Catarina de Poděbrady (Poděbrady, 14 de novembro de 1449 – Buda, 8 de março de 1464) foi rainha consorte da Hungria e Croácia como a segunda esposa do Rei Matias I da Hungria. Era filha de Jorge de Poděbrady e Cunegunda de Sternberg, portanto, irmã gêmea de Sidônia, Duquesa da Saxônia.

## Biografia
Catarina e a irmã gêmea, Sidônia, nasceram ao rei da Boêmia, Jorge de Poděbrady e sua primeira esposa, Cunegunda de Sternberg, em Poděbrady. Cunegunda morreu de complicações do parto. Jorge, mais tarde, casou-se de novo, com Joana de Rožmitál, e deu a Jorge mais filhos, incluindo Ludmila de Poděbrady.
Matias I tinha perdido sua esposa, Isabel de Celji, muito jovem. Em 1 de maio de 1463, ele se casou com Catarina, na Igreja de Matias, em Buda. Matias tinha dezoito anos, sua noiva treze. As negociações do casamento tiveram início em 1458, quando Catarina tinha nove anos de idade. Foi acordado que Jorge iria fazer de Matias, o rei da Boêmia se ele se casasse com Catarina. Logo após o casamento, Catarina deixou sua família e foi morar na Hungria, com o seu marido. Janus Pannonius ajudou a ensinar latim a Catarina.
A rainha era muito jovem, então ela desempenhou um pequeno papel na política dos dois reinos de seu marido. Ela morreu no parto, aos 14 anos de idade. Seu filho morreu logo após o nascimento. O evento levou Matias a perder a esperança de gerar um herdeiro legítimo. Ele, depois, se casou com Beatriz de Nápoles, mas que o casamento também não conseguiu produzir um herdeiro. O único descendente de Matias que sobreviveu foi um filho ilegítimo, João Corvino, de sua amante Bárbara Edelpöck.